# Nuestra Señora de Loreto
Nuestra Señora de Loreto là khu truyền giáo được thành lập vào năm 1610, là khu đầu tiên được thành lập bởi các tu sĩ dòng Tên ở tỉnh Paragoay trong suốt thời kỳ thuộc địa Tây Ban Nha. Ngày nay, nó thuộc tỉnh Misiones, Argentina.
Cha Antonio Garriga là một tu sĩ Dòng Tên Tây Ban Nha gắn liền với Nuestra Señora de Loreto bắt đầu vào những năm cuối của thế kỷ XVII cho đến đầu thế kỷ XVIII, khi mà khu truyền giáo phát triển cao nhất. Ông đặc biệt được biết đến như một nhà ngôn ngữ học và truyền giáo cho người Moro. Ông làm việc trong khu vực từ năm 1696. Nuestra Señora de Loreto ngày nay chỉ là một phế tích và không được bảo tồn tốt được như San Ignacio Miní. Năm 1984, khu truyền giáo này cùng với San Ignacio Miní, Nuestra Señora de Santa Ana, Santa María la Mayor đều của Argentina cùng với São Miguel das Missões (Brazil) trở thành một Di sản thế giới của UNESCO.